# イヴニングナビゲーション
イヴニングナビゲーション（イブニング‐）は、2006年4月3日から2008年3月28日までIBCラジオで放送していた番組である。

## 放送日時
- 月曜-金曜 18:00-18:30

## 担当パーソナリティー
- 瀬谷佳子（月-水）
- 風見好栄（木・金）
- 加藤久智（金・正式なパーソナリティではないが頻繁に出演）

## 主なコーナー
- 18:00 オープニング
- 18:02 岩手日報IBCニュース
- 18:08 天気予報
- 18:13 イヴナビ スペシャルミニッツ（日替わりコーナー）
  - 月曜：ラジオ起業家通信（ポッドキャスティング配信中）
  - 火曜：イヴナビラジオアンケート
  - 水曜：イヴニング・カフェ〜大人の時間・おとこの時間
  - 木曜：人間関係を円滑に! 話題のコーチング
  - 金曜：一押し週末ナビゲーション
- 18:20 道路情報
- 18:27 エンディング

## 番組の特色
これまで17:46より独立枠の「岩手日報IBCニュース」を大幅にリニューアルし、「イヴニングナビゲーション」・通称「イヴナビ」と題して夕方の時間帯に生番組を新設。今日一日の岩手県内ニュース総括に加え、帰宅時に役立つ、大人のための情報を満載した30分である。また今まで「トヨタうわさの調査隊」内17:25が最終便だったIBCラジオ道路情報は平日のみ18時台にも新設された。
また当番組はカシオペアFMにて再送信されていた。